# 세대공감 1억 퀴즈쇼
《세대공감 1억 퀴즈쇼》는 2012년 1월 6일부터 2012년 11월 9일까지 방송되었던 퀴즈 프로그램이며 김용만은 해당 프로그램에 앞서 2011년 설 특집 파일럿으로 편성된 <달콤한 고향 나들이 달고나> 메인 MC를 맡았지만 금요일 9시 55분에 정규 편성되면서 뒷시간대 《스타부부쇼 자기야》 메인 사회자로 활동했던 터라 MC 목록에서 제외됐는데 이 프로그램은 기획 초반 ‘스타 청문회’라는 콘셉트로 평소 게스트들에게 궁금했던 질문과 의혹들을 가열차게 쏟아내면서 인기를 모았으나 집단 게스트로 변경되면서  게스트에 대한 집중도가 떨어졌고, 프로그램이 가졌던 뚜렷한 색깔도 사라져 시청률이 갈수록 떨어진 데다  프로그램의 감초 역할을 톡톡히 해준 MC 대성의  교통사고 연류 등의 요인 탓인지 2011년 7월 4일 방송분을 끝으로 종영된 《밤이면 밤마다》자리에 들어갈 예정이었지만 공동 진행자 김원희가 동시간대 MBC 《놀러와》에 출연 중이었던 터라 무산됐으며 2011년 6월 30일부터 목요일 오후 11시 5분으로 이동했는데 《밤이면 밤마다》는 2011년 6월 6일  방송분에서  대성의 장면이 대부분 편집되는 수모를 겪었다.
한편, SBS는 해당 프로그램 이후 금요일 오후 9시 55분에 신설 예능 프로그램을 편성하지 않고 있는데 《기분 좋은 밤》이 2001년 11월 막을 내린 뒤 《맨투맨》을 제외하면 해당 프로그램 등(정극 제외) 신설 프로그램 실적이 좋지 않았다.

## 출연자

### 방송 진행
- 김용만

### 내레이션
- 시영준 (2011년 12월 1일 ~ 2012년 3월 30일)
- 안지환 (2012년 4월 6일 ~ 2012년 11월 9일)

## 참여 방법

### 문자 메시지 참여
- 휴대전화의 문자 메시지 창을 열어 퀴즈의 정답을 입력한 후 수신 번호 '#1215'로 제한 시간 내에 문자 메시지를 보낸다.
- 문자 한 건당 정보 이용료 100원이 부과되며, 모아진 정보 이용료는 기술 운용비를 제외하고 SBS 희망TV를 통해 안면 기형과 장애가 있는 어린이들을 위한 '스마일 어게인 프로젝트'에 쓰인다.

### M& 방송 참여 앱 참여
- M& 애플리케이션을 설치한다.
- '세대공감 1억 퀴즈쇼' 박스를 터치한다.
- '참여'를 누른다.
- 퀴즈의 정답을 입력하고 '참여' 버튼을 터치해 전송한다.

## 1억 퀴즈쇼 패널 상금 도전

### 28~32회

#### 도전 상금
- 1000만 원(29~32회에서는 300만원)

#### 진행 방식
- 중간에 떨어지면 문제 풀 기회가 상실되며 정답 디스플레이에는 철창 모양이 나타난다. 다만 정답 관련 발언은 할 수 있다.
- 최종단계까지 모두 통과하는 패널에게는 상금이 주어진다.

### 33~41회

#### 도전 상금
- 최대 2000만 원(36~41회에서는 최대 1800만 원)

#### 진행 방식
- 패널의 2:2 퀴즈 배틀 형식으로 진행되며, 12단계의 기본 라운드 문제를 풀어서 최대 1000만 원(36~41회에서는 최대 900만 원)을 적립할 수 있다.
- 첫 문제 도전 팀은 컴퓨터로 자동 선출하며 선출된 팀이 정답을 맞히면 계속 도전할 수 있고, 오답일 경우에는 상대 팀에게 다음 문제를 풀 기회가 넘어간다.(마지막 단계에서는 상대팀에게 정답을 선택할 기회가 넘어감)
- 최종문제를 맞힌 팀이 누적상금을 가져갈 수 있다. 즉, 아무리 상금을 많이 쌓아 놓아도 최종 문제를 맞히지 못하면 가져가지 못하며 패배 팀의 디스플레이에는 철창 모양이 나타난다.
- 승리 팀이 최종 라운드 문제를 맞힐 경우 기본 라운드에서 획득한 상금의 2배를 가져갈 수 있으며, 도중에 최종 진출자 문제나 최종 라운드 문제를 통과하지 못하더라도 획득상금은 가져갈 수 있다.

### 2013 생방송 문자퀴즈 가족선물쇼
- 7명으로 이루어진 2팀이 대결을 펼치는 형식으로 진행된다.
- 문제는 모두 2지선다이며, 전원이 문제를 푸는 형식으로 진행된다.
- 문제를 풀어서 정답자 수가 많은 팀이 선물 하나를 적립하며, 동점일 경우에는 두 팀 모두 가져가지 못한다.
- 최종 진출자 결정전 문제에서 승리한 팀이 적립된 상품을 모두 가져간다.

## 상금 변경 제도

### 천만원을 잡아라!(15~17회)
- 1000만원 진출 문제와 1인 문제로 나뉘며, 진출 문제의 정답자 중 1명을 추첨해 1인 문제를 제시한다.
- 당첨자가 정답여부에 따라 1000만원이 지급되거나 최종상금에 누적된다.
- 한 회차당 2개의 1000만원 문제가 있으므로 최종 상금은 4000만원까지 올라갈 수 있다.

### 자동차 문제(18~32회)
- 자동차 진출 문제와 1인 문제로 나뉘며, 진출 문제의 정답자 중 1명을 추첨해 1인 문제를 제시한다.
- 27회까지는 당첨자가 맞히면 자동차를 획득하며, 그렇지 않을 경우 최종 상금에 누적된다.

### 1one+1one 퀴즈(18회)
- 1000만원 진출 문제와 1인 문제로 나뉘며, 진출 문제의 정답자 중 1명을 추첨해 1인 문제를 제시한다.
- 당첨자는 현장 참여자 중 1명의 번호를 호명한 다음 당첨자가 성공하지 못할 경우에는 900만원은 최종 상금에 누적되며 남은 100만원을 현장 참여자의 정답 여부에 따라 지급한다.

### 세대공감 2000+1000(18회)
- 1000만원의 상금이 있는 2문제를 먼저 제시하고, 2문제 중 1문제라도 맞힌 참여자 중 1명을 뽑아 1000만원 문제를 제시한다.
- 당첨자가 맞히면 1000만원을 획득하며 그렇지 않을 경우 최종 상금에 누적된다.

### 1000만원 문제(19~27회)
- 여기서 1000만원 문제는 전화 연결 문제를 말한다.
- 1000만원 진출 문제와 1인 문제로 나뉘며, 진출 문제의 정답자 중 1명을 추첨해 1인 문제를 제시한다.
- 당첨자의 정답 여부에 따라 상금을 지급하거나 최종 상금에 누적되는 형식으로 진행된다.

### 최종 상금 이월 제도(19~27회)
- 최종 라운드 문제 도전자가 실패할 경우, 최종 상금이 그 다음 주 총 상금으로 이월되는 방식이다.
- 최근 방송인 26회에서 최종 상금 도전자의 실패로 최종 상금이던 3000만원이 이월되어 27회에서 총 상금이 1억 3000만원이 되었다.

## Final Round
- Final Round의 문제는 항상 4개 보기의 순서를 맞히는 문제이다.

### 파일럿 방송~1회, 6~14회
- 최종 진출자 문제의 정답자 중 1명과 전화 연결을 하고, 최종 문제 제시 후 생각의 시간 10초를 주며, 3명의 도전자에게 기회가 주어진다.
- 2번째 도전자부터는 10초의 생각 시간이 없다.
- 3명 모두 정답을 맞히지 못했을 경우 최종 진출자 문제의 정답자 중 일부를 뽑아 상금을 나누어 지급한다.

### 2회~5회
- 최종 진출자 문제의 정답자 중 2명을 동시에 전화 연결하여, 최종 문제를 제시하고 생각의 시간 10초를 준다.(3~4회에서는 최종 진출자 문제 정답자 100명을 선출)
- 2명의 정답 여부에 따라 상금을 지급하며, 맞히지 못한 사람의 상금은 최종 진출자 문제의 정답자 중 일부를 뽑아 나누어서 지급한다.

### 15~41회
- 단 한 명의 전화 연결자에게 기회가 주어진다.
- 최종 상금은 이전 2번의 '천만원을 잡아라!' 문제와 자동차 문제의 정/오답 여부에 따라 정해진다.
- 정답을 맞히면 최종 상금을 지급하며, 틀리면 이전 라운드 문제를 반 이상 맞힌 참여자 중 1명을 뽑아 최종 상금을 전액 지급한다.(15회는 정답자 중 일부를 뽑아 선택)
- 19~27회는 최종라운드에서 획득하지 못한 상금은 다음 회로 이월되는 제도가 도입되었다.
- 33~41회까지는 승리한 패널과 전화 연결자가 문제를 동시에 풀며, 패널팀이 성공하면 누적 상금의 2배를 지급한다.

## 스페셜 라운드

### 스마트 TV 문제(파일럿 방송)
- 파일럿 방송 이벤트 라운드로, 스마트 TV를 정답자 중 3명에게 지급하는 문제.
- 김병만과 건전지 토끼의 팔굽혀펴기 대결의 승자를 맞히는 문제인 '대결 퀴즈'가 출제되었다.

### 치킨 상품권 문제(3회)
- 설날 특집 이벤트 라운드로, 치킨 상품권(1만원 권)을 1000명에게 지급하는 문제.
- 2011년 한 해, 우리나라 국민들이 가장 많이 주문한 치킨 메뉴를 고르는 문제가 출제되었다.

### 커피 모바일 상품권 문제(6회)
- 6회 2라운드 문제로, 커피 모바일 상품권(1만원 권)을 1000명에게 지급하는 문제.
- 연인들이 가장 많이 하는 이별 통보 방식을 묻는 문제가 출제되었다.

### 민심 퀴즈(14~16회)
- 문제를 내어 참여자들의 의견을 문자로 받은 후, 더 많이 온 보기를 정답 처리하는 즉석 설문조사 문제.

### 천만원을 잡아라! (15~17회)
- 이전과 같이 라운드마다 상금이 커지지 않고, 일정한 라운드에 1000만원 문제를 최종 라운드 방식으로 내는 라운드.
- 한 회차당 2개의 1000만원 문제가 있으므로, 최종 상금은 4000만원까지 올라갈 수 있다.

### 대국민 가위바위보 <은지원을 이겨라!>(18,19회)
- 18회에서는 중간 스페셜 라운드에, 19회에서는 1라운드 5번째 문제에 나온 라운드.
- 1번을 가위, 2번을 바위, 3번을 보로 하여 2분 동안 문자를 받는다.
- 패널 은지원이 낸 결과에 따라 이긴 참여자 중 200명을 뽑아 5만원 선물 상품권을 지급한다.

### 스페셜 퀴즈(20~26회)
- 매 회차마다 1라운드 5번째에 출제됨.
- 이전 문제보다 더 많은 200명의 당첨자에게 각 5만원의 선물 상품권을 지급한다.
- 26회에서는 10만원 상품권을 100명에게 지급한다.

### 자동차 문제(18~32회)

#### 18회차 자동차 문제
- 1라운드 '1000만원+자동차'의 마지막 문제로 이전 3개 문제 중 1문제 이상 정답을 맞힌 참여자 중 1명을 뽑아 자동차 문제를 낸다.
- 당첨자는 빨간색과 파란색 봉투 중 1개를 선택, 객관식과 주관식 문제를 선택할 수 있다.
- 자동차 문제의 정답여부에 따라 당첨자가 가져가거나 최종 문제에 누적될 지가 결정된다.

#### 19~32회차 자동차 문제
- 최종 라운드의 첫 문제로, 진출 문제를 맞힌 참여자 중 1명을 뽑아 자동차 문제를 낸다.
- 당첨자의 정답 여부에 따라 당첨자에게 지급하거나 최종문제에 누적될 지가 결정된다..
- 단, 자동차 문제는 24회에서 1라운드 직후 스페셜 라운드 문제로 출제되었으며, 27회부터는 2라운드 5번째 문제에 출제된다.

### 여름 가전 3종 세트 문제(27~32회)
- 1라운드 5번째 문제에 출제됨.
- 진출 문제를 맞힌 참여자 중 1명을 뽑아 1인 문제를 내고, 맞히면 여름 가전 3종 세트(에어컨, 스마트 TV, 냉장고)를 지급한다.

### 스페셜 치킨 상품권 문제(34~41회)
- 5번째 문제에 출제됨.
- 치킨 상품권 2만원 권을 100명에게 지급한다.

### 스페셜 아웃도어 슈즈 문제(35회)
- 6번째 문제에 출제됨.
- 아웃도어 슈즈를 50명에게 지급한다.

### 가전 3종 세트 문제(34~41회)
- 최종 라운드 1번째 문제에 출제됨.
- 문제를 맞힌 참여자 중 1명을 뽑아 가전 3종 세트(양문형 냉장고, 스마트 TV, 최신형 세탁기)를 지급한다.

## 편성 변경
- 2012년 8월 3일: 2012 런던 올림픽 중계방송(유도 男+100kg 준결승, 결승)
- 2012년 8월 10일: '신화는 아직 끝나지 않았다'와 밤 10시 40분에는 올림픽 중계방송(리듬체조 개인종합예선 곤봉, 리본 - 손연재)
- 2012년 8월 17일: 18대 대통령 선거 새누리당 대선 후보 TV 토론회 편성
- 2012년 9월 7일: 18대 대통령 선거 민주통합당 대선 후보 TV 토론회 편성

## 관련 프로그램
- 생방송 퀴즈쇼 운수대통

## 논란
- 7회차 방송에서 상금 500만원 퀴즈 당첨자가 초등학교 6학년생이란 이유로 당첨이 취소되어 논란이 되었으며, 해당 방송 이후 15세 이하는 참여할 수 없다는 문구를 내보내고 있다.[7]
- 1억 퀴즈쇼 당첨자 번호 대부분이 중복된 번호를 가지고 있다는 논란이 이어지고 있다.